# Wollmerschied
Wollmerschied is een plaats in de Duitse gemeente Lorch (Rheingau), deelstaat Hessen, en telt 250 inwoners.